# سالامانكا (شيلي)
سالامانكا هي مدينة التشيلي والبلدية.